# Влашим
Влашим (чеш. Vlašim) град је у Чешкој Републици, у оквиру историјске покрајине Бохемије. Влашим је у оквиру управне јединице Средњочешки крај, где припада округу Бенешов.

## Географија
Влашим се налази у средишњем делу Чешке републике. Град је удаљен од 70 km југоисточно од главног града Прага.
Град Влашим је смештен у области средишње Бохемије, која је брдског карактера. Надморска висина града је око 360 m.

## Историја
Подручје Влашима било је насељено још у доба праисторије. Насеље под данашњим називом први пут се у писаним документима спомиње 1303. године, а 1580. године оно је добило градска права.
1919. године Влашим је постао део новоосноване Чехословачке. У време комунизма град је нагло индустријализован. После осамостаљења Чешке дошло је потешкоћа са преструктурирањем привреде.

## Становништво
Влашим данас има око 12.000 становника и последњих година број становника у граду стагнира. Поред Чеха у граду живе и Словаци и Роми.

## Слике градских грађевина
- Главни трг у Влашиму
- Градска Црква св. Илије
- Влашимски дворац
- Платеникова улица у старом делу Влашима